# Episodi di Le amiche di mamma (quinta stagione)
La quinta stagione della serie televisiva Le amiche di mamma è stata pubblicata su Netflix in due parti da nove episodi, la prima resa disponibile il 6 dicembre 2019 e la seconda il 2 giugno 2020.
| nº            | nº          | Titolo originale                     | Titolo italiano                                   | Prima TV USA    | Prima TV Italia |
| Prima Parte   | Prima Parte | Prima Parte                          | Prima Parte                                       | Prima Parte     | Prima Parte     |
| ------------- | ----------- | ------------------------------------ | ------------------------------------------------- | --------------- | --------------- |
| 58            | 1           | Welcome Home, Baby-to-Be-Named-Later | Benvenuta a casa, bimba che presto avrà un nome   | 6 dicembre 2019 | 6 dicembre 2019 |
| 59            | 2           | Hale's Kitchen                       | La cucina di Hale                                 | 6 dicembre 2019 | 6 dicembre 2019 |
| 60            | 3           | Family Business                      | Affari di famiglia                                | 6 dicembre 2019 | 6 dicembre 2019 |
| 61            | 4           | Moms' Night Out                      | Serata fra mamme                                  | 6 dicembre 2019 | 6 dicembre 2019 |
| 62            | 5           | Ready Player Fuller                  | Ready Fuller One                                  | 6 dicembre 2019 | 6 dicembre 2019 |
| 63            | 6           | The Mayor's Bird                     | L’uccello del sindaco                             | 6 dicembre 2019 | 6 dicembre 2019 |
| 64            | 7           | DJ's Amazing 40th Birthday Race      | Amazing Race per il quarantesimo compleanno di DJ | 6 dicembre 2019 | 6 dicembre 2019 |
| 65            | 8           | Five Dates with Kimmy Gibbler        | Cinque appuntamenti con Kimmy Gibbler             | 6 dicembre 2019 | 6 dicembre 2019 |
| 66            | 9           | A Modest Proposal                    | Una proposta a sorpresa                           | 6 dicembre 2019 | 6 dicembre 2019 |
| Seconda Parte |             |                                      |                                                   |                 |                 |
| 67            | 10          | If the Suit Fits                     | Un abito su misura                                | 2 giugno 2020   | 2 giugno 2020   |
| 68            | 11          | Three Weddings and a Musica          | Tre matrimoni e un musical                        | 2 giugno 2020   | 2 giugno 2020   |
| 69            | 12          | Cold Turkey                          | Un tacchino freddo                                | 2 giugno 2020   | 2 giugno 2020   |
| 70            | 13          | College Tours                        | Il tour del college                               | 2 giugno 2020   | 2 giugno 2020   |
| 71            | 14          | Basic Training                       | Allenamento per principianti                      | 2 giugno 2020   | 2 giugno 2020   |
| 72            | 15          | Be Yourself, Free Yourself           | Libera di essere te stessa                        | 2 giugno 2020   | 2 giugno 2020   |
| 73            | 16          | The Nearlywed Game                   | Il gioco dei quasi sposati                        | 2 giugno 2020   | 2 giugno 2020   |
| 74            | 17          | Something Borrowed                   | Qualcosa di prestato                              | 2 giugno 2020   | 2 giugno 2020   |
| 75            | 18          | Our Very Last Show, Again            | Un'altra ultima puntata                           | 2 giugno 2020   | 2 giugno 2020   |